# Ultimate Pro Wrestling
Ultimate Pro Wrestling — американська федерація професійного реслінгу, розташована в місті Лос-Анжелес, штат Каліфорнія. Її заснував Рік Бассман в 1999 році.
Компанія мала робочі стосунки з Pro Wrestling ZERO1 і World Wrestling Entertainment. WWE використовували UPW для розвитку молодих талантів і їх пошуку. Деякі з них: Джон Сіна, Самоа Джо, Вікторія і Крістофер Деніелс. Промоушн був показаний по телеканалу Discovery у програмі під назвою Inside Pro Wrestling.

## Відомі борці
- Джон Сіна
- Едж
- Крістіан
- Міз
- Роб Ван Дам